# Lúcio Wagner
Lúcio Wagner Freitas de Souza (Rio de Janeiro, 15 de junho de 1976), conhecido apenas como Lúcio Wagner, é um ex-futebolista búlgaro-brasileiro que atuava como lateral-esquerdo.

## Carreira em clubes
Revelado pelo Náutico em 1994, Lúcio Wagner defendeu ainda o Corinthians Alagoano por 3 anos - entre 1996 e 1998, foi emprestado para Alverca (juntamente com Marcos Alemão, Caju e Deco), Benfica e Sevilla. Ele ainda passou por Botafogo, Rio Branco-SP e Juventus.
Foi na Bulgária que o lateral-esquerdo teria destaque: contratado pelo Levski Sofia em 2002, foi logo emprestado a outra equipe do país, o Cherno More Varna. Pelos Marinheiros, foram 20 jogos antes de voltar ao Levski no ano seguinte. Tornou-se um dos principais jogadores do clube durante 6 temporadas, ajudando o Levski a vencer 8 títulos (3 Campeonatos Búlgaros, 2 Copas da Bulgária e 3 Supercopas)., porém, em fevereiro de 2010, Lúcio Wagner deixou a equipe após 173 partidas oficiais, encerrando a carreira aos 33 anos.

## Carreira pela Seleção Búlgara
Em 2006, Lúcio Wagner obteve a cidadania búlgara e tornou-se elegível para defender a seleção do país.  A estreia foi em maio do mesmo ano, contra o Japão, pela Copa Kirin, tornando-se o segundo jogador negro a defender a seleção, depois do também lateral Tiago Silva, que atuou em uma partida em 2005. Ele ainda disputou jogos das eliminatórias para a Eurocopa de 2008 e a Copa de 2010, mas a Bulgária não conseguiu vaga para os 2 torneios.

## Títulos
Levski Sofia
- Liga Profissional Búlgara de Futebol A: 2005–06, 2006–07, 2008–09
- Copa da Bulgária: 2004-05, 2006–07
- Supercopa da Bulgária: 2005, 2007, 2009